# چناربن کشتلی
چناربن کشتلی، روستایی است از توابع بخش گتاب شهرستان بابل در استان مازندران ایران.

## کشتلی(کشتله)
کشتلی . [ ک ِ ت ِ ] (اِخ ) در فرهنگ دهخدا بدینگونه معرفی شده‌است: دهی است از دهستان مشهد گنج افروز بخش مرکزی شهرستان بابل واقع در ۱۲هزارگزی جنوب بابل و یک هزارگزی باختر شوسه ٔ فرعی بابل به بابل کنار با ۱۱۰۰تن سکنه"
. اما نام "کشتلی" بر اساس نظر بزرگان روستا از سه حالت زیر به وجود آمده است:
۱- کشتلی مرکب از دو کلمهٔ کشتی و محله باشد چون سابقاً مسابقات کشتی محلی در آن برگزار می‌شده‌است.
۲- نام روستای کشتلی برگرفته از نام پرنده کشتل است  که در گذشته فراوان در داخل روستا دیده میشد.
۳-عبور کشتی‌های کوچک از رودخانه بابلرود که در کنار روستا قرار گرفته‌است.
مردمان روستا به اموری چون کشاورزی (برنجکاری و باغ مرکبات ) و دامداری مشغول می‌باشند. این روستا خود مرکب از پنج روستا میدانسر، شوب محله، چناربن، پایین محله و سیدکلا است .

## جمعیت
این روستا در دهستان گتاب شمالی قرار دارد و براساس سرشماری مرکز آمار ایران در سال ۱۳۹۵، جمعیت آن ۵۰۵ نفر (۱۶۹ خانوار) بوده‌است.